# Музычук, Анна Олеговна
А́нна Оле́говна Музычу́к (укр. Анна Олегівна Музичук; словен. Ana Muzičuk; род. 28 февраля 1990[…], Львов) — украинская шахматистка, гроссмейстер (2012), гроссмейстер среди женщин (2004). 4-я шахматистка в истории, достигшая рейтинга  2600. Занимает 197-е место в мире и 2-е место среди женщин. Трёхкратная чемпионка мира по быстрым шахматам, один раз выигравшая чемпионат мира по быстрым шахматам среди женщин в 2014 году и дважды в 2014 и 2016 годах — чемпионат мира по блицу среди женщин. Заняла 2-е место на чемпионате мира среди женщин 2017.
Музычук выросла в шахматной семье, где её младшая сестра Мария также стала гроссмейстером, а родители работают тренерами по шахматам, обучая её игре с двухлетнего возраста. Вскоре она зарекомендовала себя как шахматный вундеркинд, сначала выиграв юношеский чемпионат Европы по шахматам в возрасте шести лет в категории девочек до 8 лет, а затем выиграв также в категориях девочек до 10, до 12 и до 14 лет. Она также выиграла юношеский чемпионат мира среди девушек до 16 лет и чемпионат мира среди юниоров среди девушек до 20 лет. Она получила звание международного мастера (IM) в 17 лет и звание гроссмейстера в 21 год.
С 2004 по 2014 год Музычук представляла Словению из-за конфликтов с Украинской шахматной федерацией. Она выиграла индивидуальную золотую медаль на командном чемпионате Европы по шахматам среди женщин, выступая за Словении в 2011 году, а затем выиграла индивидуальную золотую медаль на женской шахматной олимпиаде в 2016 году после того, как снова перешла в украинскую федерацию. На предыдущем мероприятии она показала одно из лучших выступлений в своей карьере с результатом 8½ из 9 и перфоманс-рейтинг 2782, что также дало ей последнюю норму гроссмейстера. Наряду со Сьюзан Полгар и Магнусом Карлсеном она является одной из трёх игроков, выигравших чемпионаты мира по рапиду и блицу в одном и том же году, чего она добилась в 2016 году.
Сестра Музычук Мария была чемпионкой мира 2015 года по классическим шахматам среди женщин. В конце 2017 года Музычук привлекла широкое внимание средств массовой информации из-за бойкота чемпионатов мира по рапиду и блицу из-за решения ФИДЕ провести соревнования в Саудовской Аравии, несмотря на дискриминационную политику страны в отношении женщин.

## Биография
Анна Музычук родилась 28 февраля 1990 года во Львове в семье Натальи и Олега Музычук. Она выросла со своей сестрой Марией, которая на два года младше, в соседнем небольшом городе Стрый. Анна и Мария научились играть в шахматы в два года у своих родителей, которые оба являются профессиональными тренерами по шахматам, учились тренерскому делу в спортивной школе Львовского государственного института физической культуры и с тех пор работают и преподают в этой школе. Первоначально отец учил их, как ходят фигуры, в парке, где на земле стояла большая шахматная доска размером с человека. Анна начала заниматься шахматами в пять лет, заняв второе место как на школьном турнире по шахматам, так и на чемпионате Львовской области среди девочек до 10 лет. К десяти годам она смогла победить обоих своих родителей. Когда Музычук было около 14 лет, её два года тренировал Роман Козел. В то время она ещё училась в Стрыйской гимназии, но позже перестала посещать её регулярно. Примерно в это же время она также некоторое время работала с Орестом Грицаком, украинским гроссмейстером, который тренировал лучшего украинского игрока Василия Иванчука. На тот момент у неё не было возможности тренироваться с гроссмейстерами, потому что её семья не могла себе позволить такой уровень тренерства.
В 14 лет Музычук сменила украинскую федерацию шахмат на словенскую из-за конфликтов с Украинской шахматной федерацией. Одной из проблем, с которой она столкнулась, было то, что её не включили в состав сборной Украины и не дали возможности участвовать в женской шахматной олимпиаде, несмотря на то, что она выиграла чемпионат Украины по шахматам среди женщин в 13 лет. Примерно в то же время Борис Кутин, словенец, который был президентом Европейского шахматного союза, предложил Музычук возможность представлять Словению, и она согласилась. Хотя следующие десять лет она играла за Словению, она осталась жить в Украине.

## Шахматная карьера

### 1996—2004: шестикратный чемпион Европы среди девушек

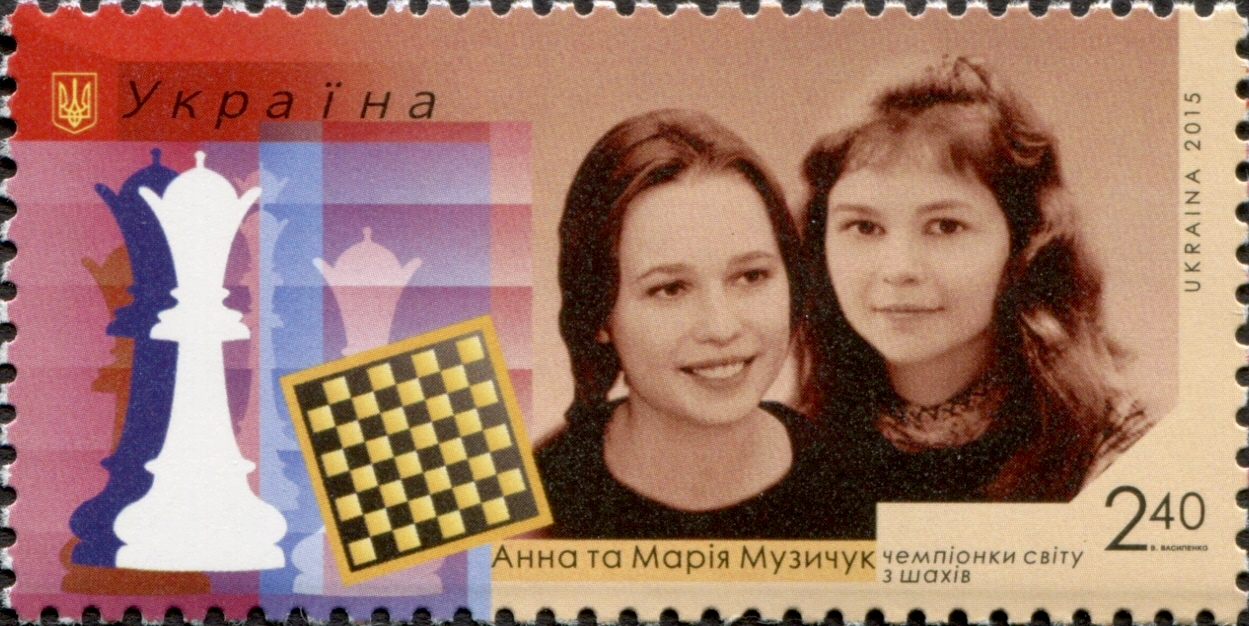
Украинская почтовая марка 2015 года с изображением Анны (справа) и Марии Музычук в детстве

Музычук долгое время добивалась успехов на юношеских чемпионатах Европы по шахматам, завоёвывая медали девять лет подряд, с 1996 года в возрасте шести лет, до 2004 года в возрасте четырнадцати лет, в том числе шесть золотых медалей. Она выиграла классификации для девушек до 8 лет в 1996 году, до 10 лет — дважды в 1998 и 2000 годах, до 12 лет — в 2002 году и до 14 лет — дважды в 2003 и 2004 годах. Она выиграла три серебряные медали на турнире: две в категории девочек до 10 лет в 1997 и 1999 годах, уступив Нане Дзагнидзе и Сильвии-Ралуке Сгирча соответственно и одну в категории девочек до 12 лет в 2001 году, позади Йозефины Паулец. На национальном уровне Музычук трижды выигрывала национальные юношеские и юниорские чемпионаты Украины среди девушек: по одному разу на уровне до 10 лет в 2000 году, до 12 лет в 2002 году и до 20 лет в 2004 году. Между этими двумя последними медалями она стала абсолютной чемпионкой страны среди женщин в 2003 году. На мировой арене Музычук также завоевала медали в женском отделении юношеского чемпионата мира, заработав бронзовую медаль среди детей до 10 лет в 2000 году, уступив Тан Чжунъи и Харике Дронавалли, а также две серебряные медали, одну для девушек до 12 лет в 2002 году уступив Ч. Тану, а ещё одну для девушек до 14 лет в 2004 году проиграв Х. Дронавалли.
Музычук была удостоена званий женского мастера ФИДЕ (WFM) в 2001 году и женского международного мастера (WIM) в 2002 году. Свой первый рейтинг ФИДЕ 2197 она получила в июле 2001 года в возрасте 11 лет. Впервые она приняла участие в личном чемпионате Европы среди женщин в 2002 году в возрасте 12 лет и финишировала с как минимум равным счётом в своих первых трёх выступлениях до 2004 года. Её выступление на турнире 2003 года, а также совместное первое место на 17-раундовом турнире «Надежды Львова» позже в том же году помогли Музычук достичь рейтинга 2300 к октябрю 2003 года. На этих двух турнирах она также получила достаточное количество норм женского гроссмейстера (WGM) и официально получила титул WGM в 2004 году. В конце июня 2004 года Музычук сменила шахматное гражданство на Словению. Её золотые медали Европы среди юношей 2004 года и серебряные медали чемпионата мира среди юношей были одними из её первых триумфов под флагом Словении.

### 2005—2010: Чемпион мира среди юношей и юниоров, международный мастер

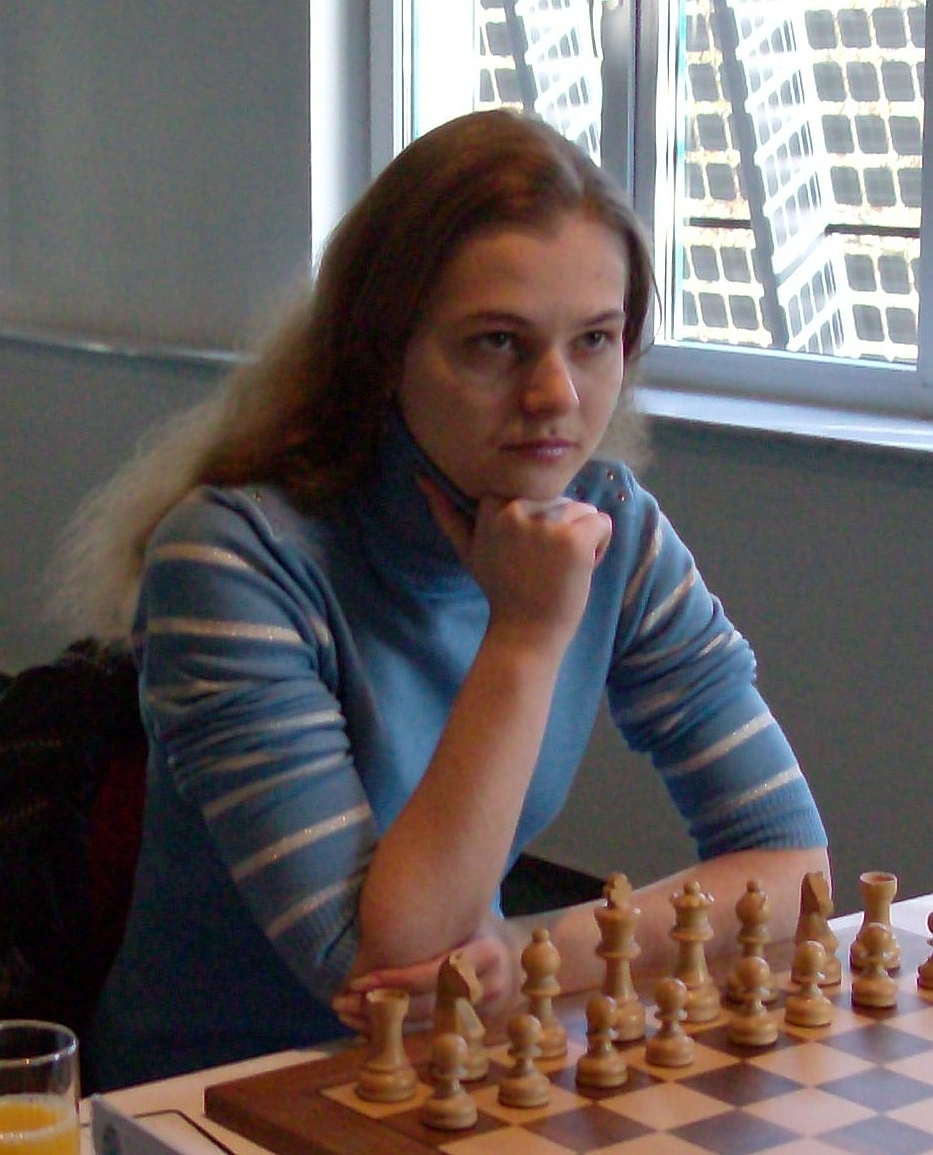
Музычук в 2009 году

После своих многочисленных титулов на юношеском чемпионате Европы Музычук наконец завоевала золотую медаль на юношеском чемпионате мира в 2005 году в категории девушек до 16 лет. Она заняла чистое первое место с результатом 9/11, сыграла вничью с Дронавалли в последнем раунде и завоевала титул. Затем к концу года её рейтинг значительно вырос и к январю 2006 года достиг значения 2400. Этот рост в основном стал результатом хороших выступлений на турнире «Инстальпласт» во Львове, где она набрала положительный результат 5½/8 против соперников с более высоким рейтингом, а также в словенской женской лиге, где у неё был доминирующий результат 8/9.
Уже достигнув рейтинга 2400, Музычук выполнила все нормы международного мастера (IM) в 2006 и 2007 годах, первые две из которых как двойная норма на женской шахматной олимпиаде в Турине, а последняя — в Сербской женской лиге. В 2007 году ей было присвоено звание международного мастера. Одним из других её лучших результатов в классических шахматах за эти годы был личный чемпионат Европы среди женщин 2006 года, где она набрала 7½/11 и заняла третье место. В быстрых шахматах Музычук выиграла чемпионат Европы по блицу среди женщин 2007 года и заняла второе место на чемпионате Европы по быстрым шахматам среди женщин.
Музычук впервые приняла участие в плей-офф чемпионата мира по шахматам среди женщин в 2008 году. Заняв 11-е место из 64 участников, она выиграла свой матч первого круга у Марии Велчевой, прежде чем потерпела поражение от Дронавалли сеянной под 22-м номером во втором раунде на тай-брейках в быстрых шахматах. В течение следующих двух лет Музычук сначала достигла рейтинга 2500, а затем заработала свои первые две гроссмейстерские нормы. Первой была норма в семь игр на Клубном Кубке Европы среди женщин в 2008 году. Вторым была полная норма из девяти раундов на круговом турнире InventiChess в 2009 году, где она имела равный счёт против соперников с гораздо более высоким средним рейтингом — 2618, включая шесть гроссмейстеров с рейтингом выше 2600. Во время последнего турнира она победила Дэвида Хауэлла, гроссмейстера с рейтингом 2624. Она была близка к ещё одному стандарту гроссмейстера в группе B на шахматном турнире Corus по круговой системе в Вейк-ан-Зее в 2010 году, но не дотянула до перфоманса 2580 из-за того, что набрала 5½/13 против соперников со средним рейтингом 2637. Хоть она и не смогла выполнить норму, она была единственным игроком, победившим победителя турнира Аниша Гири. Тем летом Музычук ждал её самый большой триумф года, победа в чемпионате мира по шахматам среди юниоров среди девушек до 20 лет в Хотове, Польша, где заняла первое место с результатом 11/13. Она завершила 2010 год, выйдя в третий круг женского чемпионата мира по шахматам, где, заняв 7-е место, её расстроила Цзюй Вэньцзюнь с 10-м номером посева.

### 2011—2012: звание гроссмейстера в 21 год, рейтинг 2600.
Музычук выполнила требования для звания гроссмейстера в 2011 году, получив третью и четвертую нормы гроссмейстера, чтобы достичь необходимого минимума в 27 игр. В первом соревновании женского Гран-при ФИДЕ 2011—2012 годов в Ростове она заработала норму в девять игр со счетом 5½/9, едва не пропустив норму за полные 11 игр, которой было бы достаточно для достижения 27 игр минимум. Она достигла этого минимума, выполнив свою четвёртую норму гроссмейстера на командном чемпионате Европы по шахматам среди женщин, где она набрала почти идеальные 8½/9, включая 6½/7 против семи своих соперниц с самым высоким рейтингом, чтобы выполнить норму и заработать титул гроссмейстера в возрасте 21 год. Благодаря этому выступлению её рейтинг также поднялся до 2580.
Музычук продолжала добиваться успехов в 2012 году, достигнув в середине года лучшего в карьере рейтинга 2606, который она показала на личном чемпионате Европы среди женщин, набрав 8½/11 и заработав бронзовую медаль. У неё была возможность выиграть турнир при ничьей в последнем туре, но она уступила Валентине Гуниной. В результате Музычук финишировала лишь первой в совокупности и проиграла Гуниной и Татьяне Косинцевой на тай-брейке в ходе очных встреч. Музычук продолжила успешное выступление на Гран-при, финишировав на первом месте вместе с Конеру Хампи в Казани. В ходе мероприятия она стала четвёртой женщиной, достигшей рейтинга 2600 после Юдит Полгар, Х. Конеру и Хоу Ифань. По итогам турнира в августе она достигла лучшего в карьере 197-го места в мире, а также впервые стала второй женщиной по рейтингу, уступив только Ю. Полгар. Тем не менее, по итоговому результату в общем зачёта Гран-при Музычук заняла третье место после Х. Конеру и победительницы И. Хоу, потеряв право победительницы претендовать на участие в женском чемпионат мира. Позже в том же году Музычук приняла участие в турнире по классическим шахматам ACP Golden Classic без рейтинга в Амстердаме, который проводился в необычном формате, где партии откладывались, если они не были завершены за 40 ходов. Она закончила выступление с равным счётом и одержала заметную победу над Кришнаном Сасикираном, гроссмейстером с рейтингом 2707 на тот момент. В конце года Музычук заняла 3-е место на чемпионате мира по шахматам среди женщин, но во втором раунде её расстроила 30-я сеяная и в конечном итоге ставшая чемпионкой Анна Ушенина на тай-брейке в быстрые шахматы.

### 2013—2016: чемпион мира по рапиду и блицу

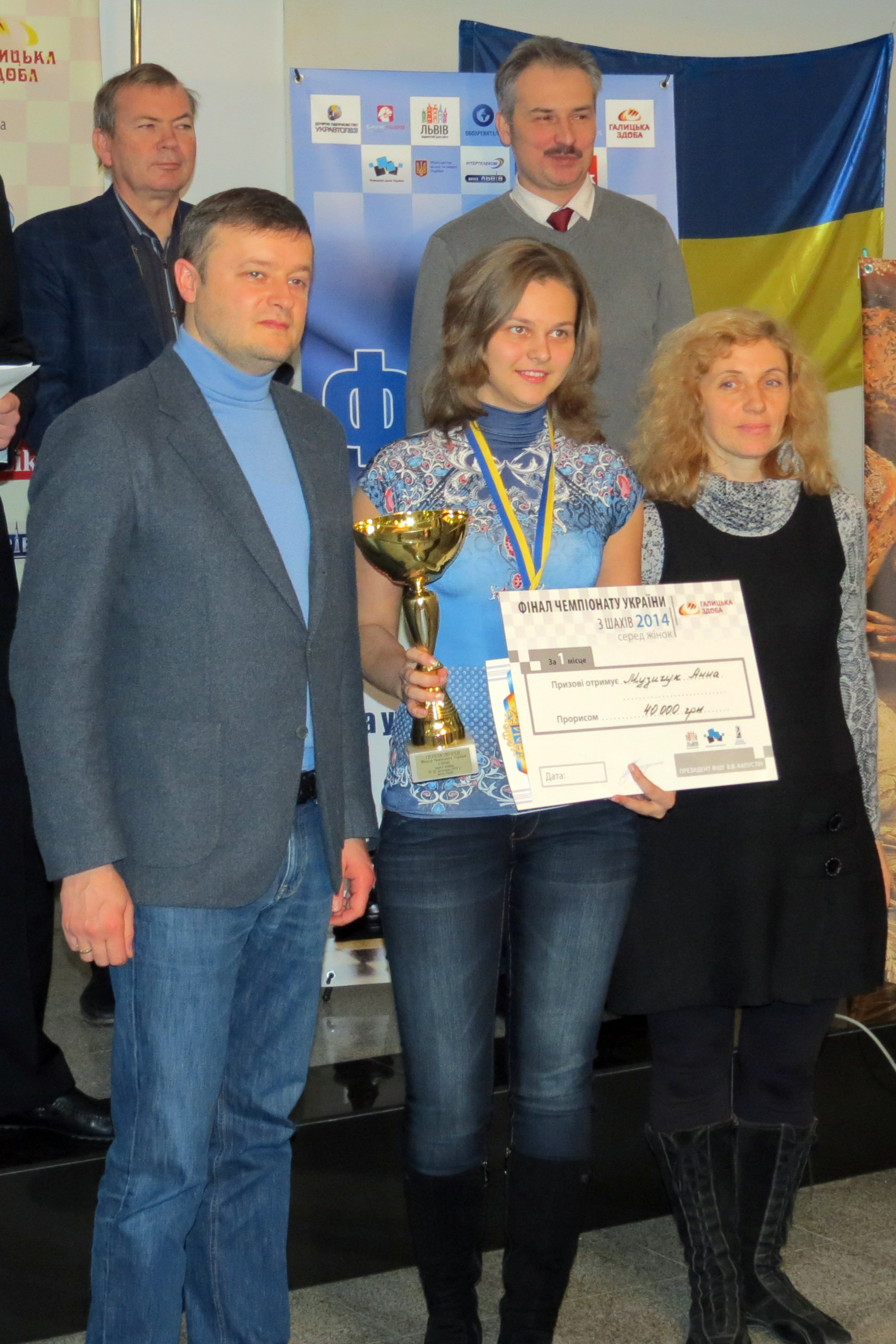
Музычук с призами победительницы женского чемпионата Украины 2014 года.

Музычук снова заняла первое место в турнирной таблице женского Гран-при ФИДЕ 2013—2014 годов, но не выиграла ни одного из них и в конечном итоге заняла четвёртое место в общем зачёте. Лучший результат она показала на турнире Tata Steel Challengers в Вейк-ан-Зее в начале 2014 года, заняв четвёртое место с результатом 8/13, что соответствует перфомансу 2666. Благодаря этому выступлению её рейтинг достиг 2583. Однако после турнира её рейтинг снова упал до середины 2500-х и не достигнет 2570 три года спустя в 2017 году. Хотя её результативность в классических шахматах несколько снизилась, Музычук добилась значительного результата в быстрых шахматах, выиграв чемпионат мира по блицу среди женщин в апреле. Она выиграла турнир с большим отрывом, финишировав с результатом 23/30, опередив на 2½ очка Дзагнидзе, занявшую второе место. Чемпионство довело её блиц-рейтинг до лучшего в карьере значения 2665. Она также заняла третье место на предыдущем чемпионате мира по рапиду среди женщин. Победа на чемпионате мира по блицу стала её последним крупным триумфом в составе Словении. В мае 2014 года Музычук снова сменила федерацию на свою первоначальную — Украину. В качестве причин своего возвращения она указала, что её сестра продолжает выступать за Украину, а также нового президента федерации Виктора Капустина. В конце года она впервые с тех пор, как была чемпионкой 2003 года, приняла участие в женском чемпионате Украины и снова выиграла турнир.
В 2015 году Музычук была менее активна. Одним из ярких событий года стал чемпионат мира среди женщин, где она показала свой лучший результат на сегодняшний день. Будучи третьей посеянной, она вышла в четвертьфинал. Она одержала победы над Амину Мезиуд с 62-м номером, Александрой Горячкиной с 30-м номером и Лелу Джавахишвили с 19-м номером без каких-либо тай-брейков, а затем проиграла Пиа Крамлинг с 11-м номером во втором сете быстрых тай-брейков. Турнир в конечном итоге выиграла её сестра Мария, за которую она осталась болеть. В начале 2016 года Музычук завоевала первую женскую премию на Гибралтарском шахматном фестивале с результатом 7/10, что соответствует перфомансу 2677. В ходе турнира она победила двух гроссмейстеров с рейтингом выше 2600, Салема Салеха и Лорана Фрессине, последний из которых имел рейтинг 2700 и является единственным игроком, которого она победила в рейтинговой классической игре с рейтингом не ниже 2700. В конце 2016 года Музычук выиграла и чемпионат мира по рапиду среди женщин, и чемпионат мира по блицу среди женщин в Дохе, тем самым также защитив последний из этих двух титулов с 2014 года. Она стала третьим игроком, выигравшим оба турнира в одном году после Сьюзан Полгар в 1992 году и Магнуса Карлсена в 2014 году. Она выиграла в рапиде с преимуществом в одно очко над Александрой Костенюк и в блиц-турнире, опередив на ½ очка Гунину и Катерину Лагно.

### 2017—2018: второе место на чемпионате мира
Музычук была ближе всего к победе на чемпионате мира по классическим женским шахматам в 2017 году в Тегеране, где она заняла второе место после Тан Чжунъи. Будучи второй посеянной, она вышла в финал без необходимости тай-брейков, в частности, победив 34-ю посеянную Алину Кашлинскую, 7-ю посеянную Антоанету Стефанову и 3-ю посеянную Александру Костенюк. В отличие от других матчей, которые представляли собой две классические игры, финальный матч против Тань, 9-й сеянной, состоял из четырёх классических игр. После того, как Музычук проиграла вторую партию чёрными фигурами, она выиграла третью партию белыми, отправив матч на тай-брейк, поскольку две другие партии закончились вничью. Тань выиграла вторую игру на быстрых тай-брейках и завоевал титул.
В конце 2017 года Музычук привлекла широкое внимание средств массовой информации своим решением бойкотировать чемпионаты мира по рапиду и блицу в Саудовской Аравии и отказаться от возможности защитить оба своих титула чемпионки мира из-за ограничений, которые Саудовская Аравия ввела в отношении женщин, в том числе те, которые касаются женской одежды и невозможности выхода женщин на улицу без сопровождения мужчины. Она приняла решение бойкотировать турнир, несмотря на то, что призовой фонд турнира в пять раз превышал предыдущий. Она прокомментировала:
Через несколько дней я потеряю два чемпионских титула — один за другим. Просто потому, что решила не ехать в Саудовскую Аравию. Не играть по чьим-то правилам, не носить абайю, не ходить с сопровождением по улице и вообще не чувствовать себя второстепенным существом.
Ровно год назад я выиграла эти два титула и была самым счастливым человеком в мире шахмат, но теперь мне очень плохо. Я готова отстаивать свои принципы и пропустить соревнования, хотя могла заработать больше за дюжину других турниров вместе взятых.

Это раздражает, но больше всего меня расстраивает то, что всем всё равно. Мне горько, но менять своё мнение и принципы я не буду. Той же точки зрения придерживается моя сестра Мария.
Её объявление в Facebook было распространено более 74 000 раз и получило более 165 000 реакций, преимущественно в поддержку её заявления. На её решение также повлияли её чувства по поводу того, что она уже участвовала в женском чемпионате мира в Иране в начале года, где действовали аналогичные ограничения на одежду, требующие от женщин носить платки. Имея такой опыт, она не захотела участвовать в турнире в Саудовской Аравии, поскольку рассматривала своё участие как поддержку общества, проводящего дискриминирующую политику в отношении женщин. В следующем, 2018 году, Саудовская Аравия должна была снова принять турнир; однако он был перенесен в Россию менее чем за месяц до этого, во многом из-за отдельной проблемы, связанной с отказом израильским игрокам в визах, необходимых для участия в соревнованиях. Музычук вернулась на турнир и показала лучшие результаты в рапиде, чем в блице, заняв четвёртое место.
Во втором подряд турнире на выбывание чемпионата мира среди женщин Музычук встретилась со Стефановой и Костенюк в раундах следующих подряд, на этот раз заняв 4-е место в 2018 году. Хотя она ещё раз победила Стефанову с 13-м номером посева, затем она проиграла Костенюк сеянной 5-й в четвертьфинале на быстрых тай-брейках.

### 2019 — настоящее время: Два турнира претендентов

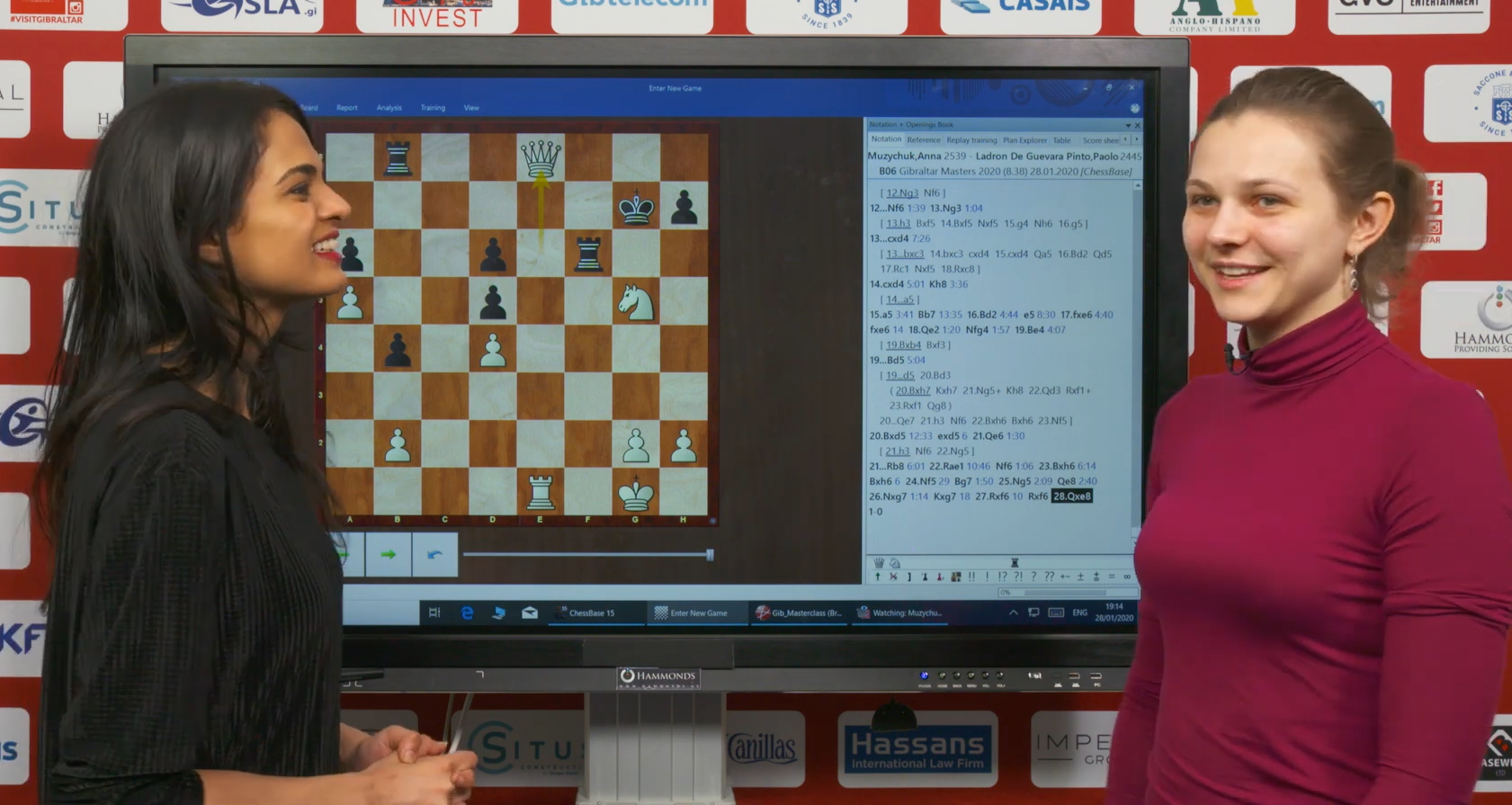
Музычук (справа) разговаривает с Таней Сачдев на Гибралтарском шахматном фестивале 2020 года.

После чемпионата мира 2018 года женский чемпионат мира перешёл на формат матчей, в котором действующая чемпионка будет защищать свой титул против победителя двойного кругового турнира претендентов с участием восьми игроков, первый из которых состоится в 2019 году. Музычук вошла в число игроков, прошедших в турнир претендентов по рейтингу. Хотя у неё был сильный финиш, она не смогла преодолеть медленный старт, когда она проиграла две из первых трёх игр Дзагнидзе и Тань, а её итогового результата 8/14 хватило только для второго места. В конце 2019 года Музычук завоевала третью медаль на чемпионате мира по блицу 2019 года, получив серебряную медаль, отстав на ½ очка только от Лагно.
Музычук начала 2020 год на Гибралтарском шахматном фестивале. Хотя она и не выиграла женский приз, она была удостоена общего приза за выдающиеся достижения в турнире за партию в последнем туре против Ори Кобо, израильского гроссмейстера. На женском Гран-при ФИДЕ 2019-21 годов формат был изменён: на следующий турнир претендентов в 2022 году квалифицировались три лучших игрока, а не только один игрок, прошедший квалификацию на матч на первенство мира. Тем не менее, Музычук не выиграла ни одного турнира и не смогла обеспечить себе ни одного из этих мест. Она всё же смогла пройти квалификацию на турнир претендентов, выйдя в полуфинал первого женского чемпионата мира в 2021 году, турнира, который заменил турниры на выбывание чемпионата мира. Заняв 4-е место, она победила Элизабет Пяхц 20-ю сеянную и Дзагнидзе с 5-м номером, а затем проиграла Александре Горячкиной 1-ю сеянную в предпоследнем раунде. Хотя она также проиграла матч за третье место Тань, 7-ю сеянную, она всё же заработала одно из трёх мест претендентов, полученных на чемпионате мира, благодаря тому, что Горячкина уже квалифицировалась как занявшая второе место на предыдущем чемпионате мира. Музычук завершила год на чемпионате мира по рапиду и блицу. Она финишировала в топ-15 на обоих соревнованиях, но в последующих раундах не претендовала на медаль.

## Командные соревнования

### Словения
Музычук представляла Словению на первой доске на пяти женских шахматных олимпиадах подряд с 2004 по 2012 год. Лучший результат Словении был достигнут на Туринской Олимпиаде 2006 года, где они заняли 9-е место, будучи 17-й сеянной командой из 106. Команда набрала 16 очков (+7-4=2), а Музычук индивидуально набрала 8/11, заработав двойную норму международного мастера. Ана Сребрнич и Яна Кривец находились на второй и третьей доске соответственно, а Ксения Новак была заявлена на резервной доске. Лучший индивидуальный результат Музычук был достигнут на Ханты-Мансийской Олимпиаде 2010 года, где она набрала 8/11 и заняла пятое место в рейтинге с перфомансом 2547, что на 26 пунктов ниже результативности бронзовой медалистки Хоу Ифань, равного 2573.
Музычук показала лучшие результаты в составе Словении на командном чемпионате Европы среди женщин, в котором она принимала участие четыре раза подряд с 2005 по 2011 год. Словения трижды входила в десятку лучших в этих четырёх турнирах, в том числе в 2007 году в Ираклионе, когда они заняли 6-е место из 30 команд и превзошли своё свой 11-й номер посева. Всего команда набрала 12 очков (+5-2=2). Кривец, Сребрнич и Весна Рожич в том году были на досках со второй по червуртую, а Индира Байт — на резервной. Лучший результат Музычук был в 2011 году в Порто-Каррасе, когда она завоевала индивидуальную золотую медаль с почти идеальным результатом 8½/9, что соответствует перфомансу 2782, опередив на 150 очков Лагно, завоевавшую серебряную медаль. Это выступление также принесло Музычук её последнюю норму гроссмейстера и звание гроссмейстера.

### Украина

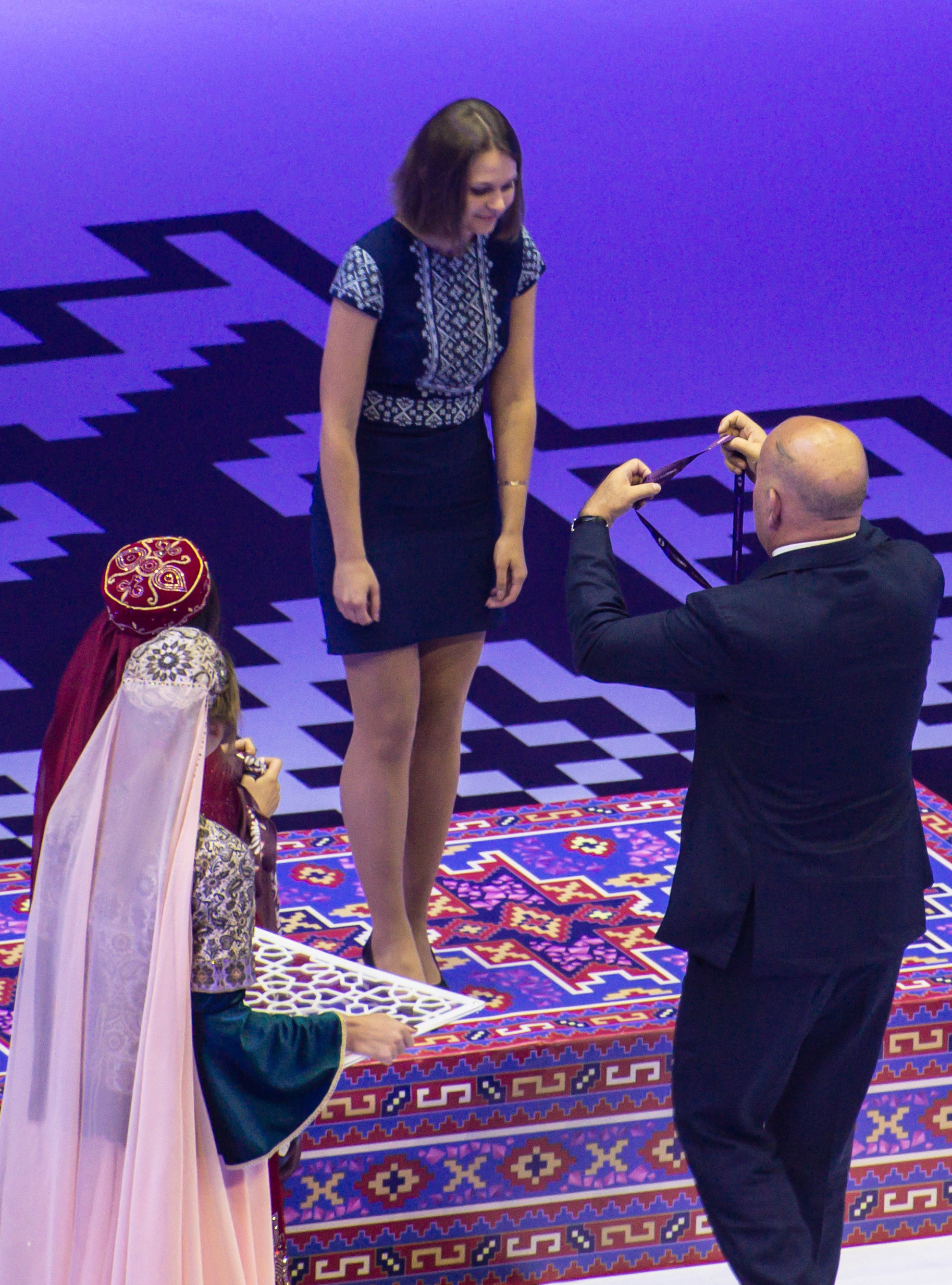
Музычук получает индивидуальную золотую медаль на женской шахматной олимпиаде в 2016 году в Баку.

После перехода в украинскую шахматную федерацию Музычук сыграла на трёх женских шахматных олимпиадах, и на всех из них её команда завоевала медали. На Олимпиаде в Тромсё 2014 года она играла на первой доске вместе с занявшими другие доски сестрой Марией, Натальей Жуковой и Анной Ушениной, а также Инной Гапоненко на резервной доске. Как команда они заняли 3-е место и выиграли бронзовую медаль с 18 очками (+8-1 = 2), уступив России, у которой было 20 очков, и Китаю, у которого также было 18 очков. Они были единственной командой, которая победила Россию, но проиграла команде Сербии с более низким рейтингом. С теми же игроками Украина вновь завоевала бронзу на Бакинской Олимпиаде-2016. Заняв второе место, они финишировали с 17 очками (+7-1 = 3), отстав от Китая, у которого было 20 очков, и Польши, у которой также было 17 очков. Единственное поражение потерпели от победившей команды Китая. В индивидуальном порядке Музычук выиграла золотую медаль на первой доске с лучшим результатом 7½/10 и перфомансом 2629, опередив Хоу Ифань. На Олимпиаде в Батуми в 2018 году Украина снова заняла второе место, используя ту же команду, за исключением замены Юлии Осьмак на резервной доске. Они разделили первое место с Китаем с 18 очками (+7-0=4), но в итоге получили серебряную медаль из-за критериев тай-брейка. Музычук едва не заработала индивидуальную медаль, заняв четвёртое место в турнирной таблице.
Музычук представляла Украину на двух командных чемпионатах Европы среди женщин, где её команда завоевала медали. На второй доске она играла в 2015 году в Рейкьявике, когда Украина завоевала серебряную медаль с результатом 15 очков (+7-1=1). Они сыграли вничью с победителями из России и проиграли бронзовым призёрам из Грузии. Музычук снова играла на первой доске в 2017 году в Херсониссосе. Украина набрала 13 очков (+6-2=1) и завоевала бронзовую медаль, уступив России и Грузии, двум командам, которые их победили. Музычук завоевала серебряную медаль в личном зачёте с беспроигрышным счётом 6½/9 и перфомансом 2621, уступив лишь Александре Костенюк.

### Клубный Кубок Европы
Музычук участвует в Кубке Европы среди женщин по шахматам с 2006 года. Она начала выступать за АВС Краснотурьинск, выиграв командные бронзу и серебро в двух матчах, а также личное серебро в своём первом выступлении. В 2008 году она перешла в «ŠK T-Com (Podgorica)», а затем в «Экономист-СГСЭУ (Саратов)», выиграв командную бронзу и личное серебро для бывшего клуба. С 2010 по 2018 год Музычук выступала за постоянных соперников CE de Monte Carlo, выиграв пять командных золотых медалей и четыре индивидуальных золотых медали на своих досках. В число её товарищей по команде на CE de Monte Carlo регулярно входили Хоу Ифань, Конеру Хампи и Пиа Крамлинг. В 2019 году Музычук перешла в состав Киевской федерации шахмат. Она выиграла как командные, так и индивидуальные серебряные медали в 2019 году, а затем командные и индивидуальные бронзовые медали в 2021 году.

## Стиль игры
Музычук предпочитает 1.e4 белыми фигурами. Второй по частоте первый ход белыми фигурами (хотя она использует его редко) — 1.f4 (дебют Берда). Черными на 1.e4 обычно использует сицилианскую защиту (1.e4 c5) и на 1.d4 — голландскую защиту (1.d4 f5). Музычук описала свой стиль игры как сходный со стилем Фабиано Каруаны: они оба сосредоточены на подготовке дебютов и хороши в позиционных шахматах. Она считает себя активным игроком.

## Личная жизнь
Музычук и бывший чемпион мира Вишванатан Ананд выступили соведущими официального комментария матча на первенство мира по шахматам 2021 года между Магнусом Карлсеном и Яном Непомнящим. Музычук заменила Эльмиру Скрипченко, которая не смогла присутствовать.
У Музычук хорошие дружеские отношения с её сестрой, хотя они считают друг друга очень разными личностями. Анна считает себя более спокойной и предпочитает проводить время с семьей и уединёнными занятиями, такими как чтение или просмотр фильмов, в отличие от Марии, которая более экспрессивна и любит ходить по магазинам и заниматься чем-то вне дома. Все их классические партии друг против друга закончились вничью, кроме двух побед в блиц-формате.

## Известные игры
- Анна Музычук (2539) — Ори Кобо (2445), Gibraltar Masters 2020: Раунд 10; Сицилийская защита, 1-0 . Музычук получила турнирный приз за блестящую игру за партию в последнем туре, в которой она предложила пожертвовать одного из своих слонов и ферзя в середине игры. Турнирный журналист Джон Сондерс прокомментировал игру ниже[93]:

|   | a | b | c | d | e | f | g | h |   |
| - | --- | --- | --- | --- | --- | --- | --- | --- | - |
| 8 | f8 чёрная ладья · g8 чёрный король · b7 чёрный слон · f7 чёрный ферзь · g7 чёрная пешка · h7 чёрная пешка · a6 чёрная пешка · h6 чёрная ладья · b5 чёрная пешка · c5 чёрный слон · e5 белый слон · f5 чёрная пешка · f4 белая пешка · h4 белая пешка · a3 белая пешка · d3 белый слон · h3 белый ферзь · b2 белая пешка · c2 белая пешка · c1 белый король · d1 белая ладья · e1 белая ладья | f8 чёрная ладья · g8 чёрный король · b7 чёрный слон · f7 чёрный ферзь · g7 чёрная пешка · h7 чёрная пешка · a6 чёрная пешка · h6 чёрная ладья · b5 чёрная пешка · c5 чёрный слон · e5 белый слон · f5 чёрная пешка · f4 белая пешка · h4 белая пешка · a3 белая пешка · d3 белый слон · h3 белый ферзь · b2 белая пешка · c2 белая пешка · c1 белый король · d1 белая ладья · e1 белая ладья | f8 чёрная ладья · g8 чёрный король · b7 чёрный слон · f7 чёрный ферзь · g7 чёрная пешка · h7 чёрная пешка · a6 чёрная пешка · h6 чёрная ладья · b5 чёрная пешка · c5 чёрный слон · e5 белый слон · f5 чёрная пешка · f4 белая пешка · h4 белая пешка · a3 белая пешка · d3 белый слон · h3 белый ферзь · b2 белая пешка · c2 белая пешка · c1 белый король · d1 белая ладья · e1 белая ладья | f8 чёрная ладья · g8 чёрный король · b7 чёрный слон · f7 чёрный ферзь · g7 чёрная пешка · h7 чёрная пешка · a6 чёрная пешка · h6 чёрная ладья · b5 чёрная пешка · c5 чёрный слон · e5 белый слон · f5 чёрная пешка · f4 белая пешка · h4 белая пешка · a3 белая пешка · d3 белый слон · h3 белый ферзь · b2 белая пешка · c2 белая пешка · c1 белый король · d1 белая ладья · e1 белая ладья | f8 чёрная ладья · g8 чёрный король · b7 чёрный слон · f7 чёрный ферзь · g7 чёрная пешка · h7 чёрная пешка · a6 чёрная пешка · h6 чёрная ладья · b5 чёрная пешка · c5 чёрный слон · e5 белый слон · f5 чёрная пешка · f4 белая пешка · h4 белая пешка · a3 белая пешка · d3 белый слон · h3 белый ферзь · b2 белая пешка · c2 белая пешка · c1 белый король · d1 белая ладья · e1 белая ладья | f8 чёрная ладья · g8 чёрный король · b7 чёрный слон · f7 чёрный ферзь · g7 чёрная пешка · h7 чёрная пешка · a6 чёрная пешка · h6 чёрная ладья · b5 чёрная пешка · c5 чёрный слон · e5 белый слон · f5 чёрная пешка · f4 белая пешка · h4 белая пешка · a3 белая пешка · d3 белый слон · h3 белый ферзь · b2 белая пешка · c2 белая пешка · c1 белый король · d1 белая ладья · e1 белая ладья | f8 чёрная ладья · g8 чёрный король · b7 чёрный слон · f7 чёрный ферзь · g7 чёрная пешка · h7 чёрная пешка · a6 чёрная пешка · h6 чёрная ладья · b5 чёрная пешка · c5 чёрный слон · e5 белый слон · f5 чёрная пешка · f4 белая пешка · h4 белая пешка · a3 белая пешка · d3 белый слон · h3 белый ферзь · b2 белая пешка · c2 белая пешка · c1 белый король · d1 белая ладья · e1 белая ладья | f8 чёрная ладья · g8 чёрный король · b7 чёрный слон · f7 чёрный ферзь · g7 чёрная пешка · h7 чёрная пешка · a6 чёрная пешка · h6 чёрная ладья · b5 чёрная пешка · c5 чёрный слон · e5 белый слон · f5 чёрная пешка · f4 белая пешка · h4 белая пешка · a3 белая пешка · d3 белый слон · h3 белый ферзь · b2 белая пешка · c2 белая пешка · c1 белый король · d1 белая ладья · e1 белая ладья | 8 |
| 7 | f8 чёрная ладья · g8 чёрный король · b7 чёрный слон · f7 чёрный ферзь · g7 чёрная пешка · h7 чёрная пешка · a6 чёрная пешка · h6 чёрная ладья · b5 чёрная пешка · c5 чёрный слон · e5 белый слон · f5 чёрная пешка · f4 белая пешка · h4 белая пешка · a3 белая пешка · d3 белый слон · h3 белый ферзь · b2 белая пешка · c2 белая пешка · c1 белый король · d1 белая ладья · e1 белая ладья | f8 чёрная ладья · g8 чёрный король · b7 чёрный слон · f7 чёрный ферзь · g7 чёрная пешка · h7 чёрная пешка · a6 чёрная пешка · h6 чёрная ладья · b5 чёрная пешка · c5 чёрный слон · e5 белый слон · f5 чёрная пешка · f4 белая пешка · h4 белая пешка · a3 белая пешка · d3 белый слон · h3 белый ферзь · b2 белая пешка · c2 белая пешка · c1 белый король · d1 белая ладья · e1 белая ладья | f8 чёрная ладья · g8 чёрный король · b7 чёрный слон · f7 чёрный ферзь · g7 чёрная пешка · h7 чёрная пешка · a6 чёрная пешка · h6 чёрная ладья · b5 чёрная пешка · c5 чёрный слон · e5 белый слон · f5 чёрная пешка · f4 белая пешка · h4 белая пешка · a3 белая пешка · d3 белый слон · h3 белый ферзь · b2 белая пешка · c2 белая пешка · c1 белый король · d1 белая ладья · e1 белая ладья | f8 чёрная ладья · g8 чёрный король · b7 чёрный слон · f7 чёрный ферзь · g7 чёрная пешка · h7 чёрная пешка · a6 чёрная пешка · h6 чёрная ладья · b5 чёрная пешка · c5 чёрный слон · e5 белый слон · f5 чёрная пешка · f4 белая пешка · h4 белая пешка · a3 белая пешка · d3 белый слон · h3 белый ферзь · b2 белая пешка · c2 белая пешка · c1 белый король · d1 белая ладья · e1 белая ладья | f8 чёрная ладья · g8 чёрный король · b7 чёрный слон · f7 чёрный ферзь · g7 чёрная пешка · h7 чёрная пешка · a6 чёрная пешка · h6 чёрная ладья · b5 чёрная пешка · c5 чёрный слон · e5 белый слон · f5 чёрная пешка · f4 белая пешка · h4 белая пешка · a3 белая пешка · d3 белый слон · h3 белый ферзь · b2 белая пешка · c2 белая пешка · c1 белый король · d1 белая ладья · e1 белая ладья | f8 чёрная ладья · g8 чёрный король · b7 чёрный слон · f7 чёрный ферзь · g7 чёрная пешка · h7 чёрная пешка · a6 чёрная пешка · h6 чёрная ладья · b5 чёрная пешка · c5 чёрный слон · e5 белый слон · f5 чёрная пешка · f4 белая пешка · h4 белая пешка · a3 белая пешка · d3 белый слон · h3 белый ферзь · b2 белая пешка · c2 белая пешка · c1 белый король · d1 белая ладья · e1 белая ладья | f8 чёрная ладья · g8 чёрный король · b7 чёрный слон · f7 чёрный ферзь · g7 чёрная пешка · h7 чёрная пешка · a6 чёрная пешка · h6 чёрная ладья · b5 чёрная пешка · c5 чёрный слон · e5 белый слон · f5 чёрная пешка · f4 белая пешка · h4 белая пешка · a3 белая пешка · d3 белый слон · h3 белый ферзь · b2 белая пешка · c2 белая пешка · c1 белый король · d1 белая ладья · e1 белая ладья | f8 чёрная ладья · g8 чёрный король · b7 чёрный слон · f7 чёрный ферзь · g7 чёрная пешка · h7 чёрная пешка · a6 чёрная пешка · h6 чёрная ладья · b5 чёрная пешка · c5 чёрный слон · e5 белый слон · f5 чёрная пешка · f4 белая пешка · h4 белая пешка · a3 белая пешка · d3 белый слон · h3 белый ферзь · b2 белая пешка · c2 белая пешка · c1 белый король · d1 белая ладья · e1 белая ладья | 7 |
| 6 | f8 чёрная ладья · g8 чёрный король · b7 чёрный слон · f7 чёрный ферзь · g7 чёрная пешка · h7 чёрная пешка · a6 чёрная пешка · h6 чёрная ладья · b5 чёрная пешка · c5 чёрный слон · e5 белый слон · f5 чёрная пешка · f4 белая пешка · h4 белая пешка · a3 белая пешка · d3 белый слон · h3 белый ферзь · b2 белая пешка · c2 белая пешка · c1 белый король · d1 белая ладья · e1 белая ладья | f8 чёрная ладья · g8 чёрный король · b7 чёрный слон · f7 чёрный ферзь · g7 чёрная пешка · h7 чёрная пешка · a6 чёрная пешка · h6 чёрная ладья · b5 чёрная пешка · c5 чёрный слон · e5 белый слон · f5 чёрная пешка · f4 белая пешка · h4 белая пешка · a3 белая пешка · d3 белый слон · h3 белый ферзь · b2 белая пешка · c2 белая пешка · c1 белый король · d1 белая ладья · e1 белая ладья | f8 чёрная ладья · g8 чёрный король · b7 чёрный слон · f7 чёрный ферзь · g7 чёрная пешка · h7 чёрная пешка · a6 чёрная пешка · h6 чёрная ладья · b5 чёрная пешка · c5 чёрный слон · e5 белый слон · f5 чёрная пешка · f4 белая пешка · h4 белая пешка · a3 белая пешка · d3 белый слон · h3 белый ферзь · b2 белая пешка · c2 белая пешка · c1 белый король · d1 белая ладья · e1 белая ладья | f8 чёрная ладья · g8 чёрный король · b7 чёрный слон · f7 чёрный ферзь · g7 чёрная пешка · h7 чёрная пешка · a6 чёрная пешка · h6 чёрная ладья · b5 чёрная пешка · c5 чёрный слон · e5 белый слон · f5 чёрная пешка · f4 белая пешка · h4 белая пешка · a3 белая пешка · d3 белый слон · h3 белый ферзь · b2 белая пешка · c2 белая пешка · c1 белый король · d1 белая ладья · e1 белая ладья | f8 чёрная ладья · g8 чёрный король · b7 чёрный слон · f7 чёрный ферзь · g7 чёрная пешка · h7 чёрная пешка · a6 чёрная пешка · h6 чёрная ладья · b5 чёрная пешка · c5 чёрный слон · e5 белый слон · f5 чёрная пешка · f4 белая пешка · h4 белая пешка · a3 белая пешка · d3 белый слон · h3 белый ферзь · b2 белая пешка · c2 белая пешка · c1 белый король · d1 белая ладья · e1 белая ладья | f8 чёрная ладья · g8 чёрный король · b7 чёрный слон · f7 чёрный ферзь · g7 чёрная пешка · h7 чёрная пешка · a6 чёрная пешка · h6 чёрная ладья · b5 чёрная пешка · c5 чёрный слон · e5 белый слон · f5 чёрная пешка · f4 белая пешка · h4 белая пешка · a3 белая пешка · d3 белый слон · h3 белый ферзь · b2 белая пешка · c2 белая пешка · c1 белый король · d1 белая ладья · e1 белая ладья | f8 чёрная ладья · g8 чёрный король · b7 чёрный слон · f7 чёрный ферзь · g7 чёрная пешка · h7 чёрная пешка · a6 чёрная пешка · h6 чёрная ладья · b5 чёрная пешка · c5 чёрный слон · e5 белый слон · f5 чёрная пешка · f4 белая пешка · h4 белая пешка · a3 белая пешка · d3 белый слон · h3 белый ферзь · b2 белая пешка · c2 белая пешка · c1 белый король · d1 белая ладья · e1 белая ладья | f8 чёрная ладья · g8 чёрный король · b7 чёрный слон · f7 чёрный ферзь · g7 чёрная пешка · h7 чёрная пешка · a6 чёрная пешка · h6 чёрная ладья · b5 чёрная пешка · c5 чёрный слон · e5 белый слон · f5 чёрная пешка · f4 белая пешка · h4 белая пешка · a3 белая пешка · d3 белый слон · h3 белый ферзь · b2 белая пешка · c2 белая пешка · c1 белый король · d1 белая ладья · e1 белая ладья | 6 |
| 5 | f8 чёрная ладья · g8 чёрный король · b7 чёрный слон · f7 чёрный ферзь · g7 чёрная пешка · h7 чёрная пешка · a6 чёрная пешка · h6 чёрная ладья · b5 чёрная пешка · c5 чёрный слон · e5 белый слон · f5 чёрная пешка · f4 белая пешка · h4 белая пешка · a3 белая пешка · d3 белый слон · h3 белый ферзь · b2 белая пешка · c2 белая пешка · c1 белый король · d1 белая ладья · e1 белая ладья | f8 чёрная ладья · g8 чёрный король · b7 чёрный слон · f7 чёрный ферзь · g7 чёрная пешка · h7 чёрная пешка · a6 чёрная пешка · h6 чёрная ладья · b5 чёрная пешка · c5 чёрный слон · e5 белый слон · f5 чёрная пешка · f4 белая пешка · h4 белая пешка · a3 белая пешка · d3 белый слон · h3 белый ферзь · b2 белая пешка · c2 белая пешка · c1 белый король · d1 белая ладья · e1 белая ладья | f8 чёрная ладья · g8 чёрный король · b7 чёрный слон · f7 чёрный ферзь · g7 чёрная пешка · h7 чёрная пешка · a6 чёрная пешка · h6 чёрная ладья · b5 чёрная пешка · c5 чёрный слон · e5 белый слон · f5 чёрная пешка · f4 белая пешка · h4 белая пешка · a3 белая пешка · d3 белый слон · h3 белый ферзь · b2 белая пешка · c2 белая пешка · c1 белый король · d1 белая ладья · e1 белая ладья | f8 чёрная ладья · g8 чёрный король · b7 чёрный слон · f7 чёрный ферзь · g7 чёрная пешка · h7 чёрная пешка · a6 чёрная пешка · h6 чёрная ладья · b5 чёрная пешка · c5 чёрный слон · e5 белый слон · f5 чёрная пешка · f4 белая пешка · h4 белая пешка · a3 белая пешка · d3 белый слон · h3 белый ферзь · b2 белая пешка · c2 белая пешка · c1 белый король · d1 белая ладья · e1 белая ладья | f8 чёрная ладья · g8 чёрный король · b7 чёрный слон · f7 чёрный ферзь · g7 чёрная пешка · h7 чёрная пешка · a6 чёрная пешка · h6 чёрная ладья · b5 чёрная пешка · c5 чёрный слон · e5 белый слон · f5 чёрная пешка · f4 белая пешка · h4 белая пешка · a3 белая пешка · d3 белый слон · h3 белый ферзь · b2 белая пешка · c2 белая пешка · c1 белый король · d1 белая ладья · e1 белая ладья | f8 чёрная ладья · g8 чёрный король · b7 чёрный слон · f7 чёрный ферзь · g7 чёрная пешка · h7 чёрная пешка · a6 чёрная пешка · h6 чёрная ладья · b5 чёрная пешка · c5 чёрный слон · e5 белый слон · f5 чёрная пешка · f4 белая пешка · h4 белая пешка · a3 белая пешка · d3 белый слон · h3 белый ферзь · b2 белая пешка · c2 белая пешка · c1 белый король · d1 белая ладья · e1 белая ладья | f8 чёрная ладья · g8 чёрный король · b7 чёрный слон · f7 чёрный ферзь · g7 чёрная пешка · h7 чёрная пешка · a6 чёрная пешка · h6 чёрная ладья · b5 чёрная пешка · c5 чёрный слон · e5 белый слон · f5 чёрная пешка · f4 белая пешка · h4 белая пешка · a3 белая пешка · d3 белый слон · h3 белый ферзь · b2 белая пешка · c2 белая пешка · c1 белый король · d1 белая ладья · e1 белая ладья | f8 чёрная ладья · g8 чёрный король · b7 чёрный слон · f7 чёрный ферзь · g7 чёрная пешка · h7 чёрная пешка · a6 чёрная пешка · h6 чёрная ладья · b5 чёрная пешка · c5 чёрный слон · e5 белый слон · f5 чёрная пешка · f4 белая пешка · h4 белая пешка · a3 белая пешка · d3 белый слон · h3 белый ферзь · b2 белая пешка · c2 белая пешка · c1 белый король · d1 белая ладья · e1 белая ладья | 5 |
| 4 | f8 чёрная ладья · g8 чёрный король · b7 чёрный слон · f7 чёрный ферзь · g7 чёрная пешка · h7 чёрная пешка · a6 чёрная пешка · h6 чёрная ладья · b5 чёрная пешка · c5 чёрный слон · e5 белый слон · f5 чёрная пешка · f4 белая пешка · h4 белая пешка · a3 белая пешка · d3 белый слон · h3 белый ферзь · b2 белая пешка · c2 белая пешка · c1 белый король · d1 белая ладья · e1 белая ладья | f8 чёрная ладья · g8 чёрный король · b7 чёрный слон · f7 чёрный ферзь · g7 чёрная пешка · h7 чёрная пешка · a6 чёрная пешка · h6 чёрная ладья · b5 чёрная пешка · c5 чёрный слон · e5 белый слон · f5 чёрная пешка · f4 белая пешка · h4 белая пешка · a3 белая пешка · d3 белый слон · h3 белый ферзь · b2 белая пешка · c2 белая пешка · c1 белый король · d1 белая ладья · e1 белая ладья | f8 чёрная ладья · g8 чёрный король · b7 чёрный слон · f7 чёрный ферзь · g7 чёрная пешка · h7 чёрная пешка · a6 чёрная пешка · h6 чёрная ладья · b5 чёрная пешка · c5 чёрный слон · e5 белый слон · f5 чёрная пешка · f4 белая пешка · h4 белая пешка · a3 белая пешка · d3 белый слон · h3 белый ферзь · b2 белая пешка · c2 белая пешка · c1 белый король · d1 белая ладья · e1 белая ладья | f8 чёрная ладья · g8 чёрный король · b7 чёрный слон · f7 чёрный ферзь · g7 чёрная пешка · h7 чёрная пешка · a6 чёрная пешка · h6 чёрная ладья · b5 чёрная пешка · c5 чёрный слон · e5 белый слон · f5 чёрная пешка · f4 белая пешка · h4 белая пешка · a3 белая пешка · d3 белый слон · h3 белый ферзь · b2 белая пешка · c2 белая пешка · c1 белый король · d1 белая ладья · e1 белая ладья | f8 чёрная ладья · g8 чёрный король · b7 чёрный слон · f7 чёрный ферзь · g7 чёрная пешка · h7 чёрная пешка · a6 чёрная пешка · h6 чёрная ладья · b5 чёрная пешка · c5 чёрный слон · e5 белый слон · f5 чёрная пешка · f4 белая пешка · h4 белая пешка · a3 белая пешка · d3 белый слон · h3 белый ферзь · b2 белая пешка · c2 белая пешка · c1 белый король · d1 белая ладья · e1 белая ладья | f8 чёрная ладья · g8 чёрный король · b7 чёрный слон · f7 чёрный ферзь · g7 чёрная пешка · h7 чёрная пешка · a6 чёрная пешка · h6 чёрная ладья · b5 чёрная пешка · c5 чёрный слон · e5 белый слон · f5 чёрная пешка · f4 белая пешка · h4 белая пешка · a3 белая пешка · d3 белый слон · h3 белый ферзь · b2 белая пешка · c2 белая пешка · c1 белый король · d1 белая ладья · e1 белая ладья | f8 чёрная ладья · g8 чёрный король · b7 чёрный слон · f7 чёрный ферзь · g7 чёрная пешка · h7 чёрная пешка · a6 чёрная пешка · h6 чёрная ладья · b5 чёрная пешка · c5 чёрный слон · e5 белый слон · f5 чёрная пешка · f4 белая пешка · h4 белая пешка · a3 белая пешка · d3 белый слон · h3 белый ферзь · b2 белая пешка · c2 белая пешка · c1 белый король · d1 белая ладья · e1 белая ладья | f8 чёрная ладья · g8 чёрный король · b7 чёрный слон · f7 чёрный ферзь · g7 чёрная пешка · h7 чёрная пешка · a6 чёрная пешка · h6 чёрная ладья · b5 чёрная пешка · c5 чёрный слон · e5 белый слон · f5 чёрная пешка · f4 белая пешка · h4 белая пешка · a3 белая пешка · d3 белый слон · h3 белый ферзь · b2 белая пешка · c2 белая пешка · c1 белый король · d1 белая ладья · e1 белая ладья | 4 |
| 3 | f8 чёрная ладья · g8 чёрный король · b7 чёрный слон · f7 чёрный ферзь · g7 чёрная пешка · h7 чёрная пешка · a6 чёрная пешка · h6 чёрная ладья · b5 чёрная пешка · c5 чёрный слон · e5 белый слон · f5 чёрная пешка · f4 белая пешка · h4 белая пешка · a3 белая пешка · d3 белый слон · h3 белый ферзь · b2 белая пешка · c2 белая пешка · c1 белый король · d1 белая ладья · e1 белая ладья | f8 чёрная ладья · g8 чёрный король · b7 чёрный слон · f7 чёрный ферзь · g7 чёрная пешка · h7 чёрная пешка · a6 чёрная пешка · h6 чёрная ладья · b5 чёрная пешка · c5 чёрный слон · e5 белый слон · f5 чёрная пешка · f4 белая пешка · h4 белая пешка · a3 белая пешка · d3 белый слон · h3 белый ферзь · b2 белая пешка · c2 белая пешка · c1 белый король · d1 белая ладья · e1 белая ладья | f8 чёрная ладья · g8 чёрный король · b7 чёрный слон · f7 чёрный ферзь · g7 чёрная пешка · h7 чёрная пешка · a6 чёрная пешка · h6 чёрная ладья · b5 чёрная пешка · c5 чёрный слон · e5 белый слон · f5 чёрная пешка · f4 белая пешка · h4 белая пешка · a3 белая пешка · d3 белый слон · h3 белый ферзь · b2 белая пешка · c2 белая пешка · c1 белый король · d1 белая ладья · e1 белая ладья | f8 чёрная ладья · g8 чёрный король · b7 чёрный слон · f7 чёрный ферзь · g7 чёрная пешка · h7 чёрная пешка · a6 чёрная пешка · h6 чёрная ладья · b5 чёрная пешка · c5 чёрный слон · e5 белый слон · f5 чёрная пешка · f4 белая пешка · h4 белая пешка · a3 белая пешка · d3 белый слон · h3 белый ферзь · b2 белая пешка · c2 белая пешка · c1 белый король · d1 белая ладья · e1 белая ладья | f8 чёрная ладья · g8 чёрный король · b7 чёрный слон · f7 чёрный ферзь · g7 чёрная пешка · h7 чёрная пешка · a6 чёрная пешка · h6 чёрная ладья · b5 чёрная пешка · c5 чёрный слон · e5 белый слон · f5 чёрная пешка · f4 белая пешка · h4 белая пешка · a3 белая пешка · d3 белый слон · h3 белый ферзь · b2 белая пешка · c2 белая пешка · c1 белый король · d1 белая ладья · e1 белая ладья | f8 чёрная ладья · g8 чёрный король · b7 чёрный слон · f7 чёрный ферзь · g7 чёрная пешка · h7 чёрная пешка · a6 чёрная пешка · h6 чёрная ладья · b5 чёрная пешка · c5 чёрный слон · e5 белый слон · f5 чёрная пешка · f4 белая пешка · h4 белая пешка · a3 белая пешка · d3 белый слон · h3 белый ферзь · b2 белая пешка · c2 белая пешка · c1 белый король · d1 белая ладья · e1 белая ладья | f8 чёрная ладья · g8 чёрный король · b7 чёрный слон · f7 чёрный ферзь · g7 чёрная пешка · h7 чёрная пешка · a6 чёрная пешка · h6 чёрная ладья · b5 чёрная пешка · c5 чёрный слон · e5 белый слон · f5 чёрная пешка · f4 белая пешка · h4 белая пешка · a3 белая пешка · d3 белый слон · h3 белый ферзь · b2 белая пешка · c2 белая пешка · c1 белый король · d1 белая ладья · e1 белая ладья | f8 чёрная ладья · g8 чёрный король · b7 чёрный слон · f7 чёрный ферзь · g7 чёрная пешка · h7 чёрная пешка · a6 чёрная пешка · h6 чёрная ладья · b5 чёрная пешка · c5 чёрный слон · e5 белый слон · f5 чёрная пешка · f4 белая пешка · h4 белая пешка · a3 белая пешка · d3 белый слон · h3 белый ферзь · b2 белая пешка · c2 белая пешка · c1 белый король · d1 белая ладья · e1 белая ладья | 3 |
| 2 | f8 чёрная ладья · g8 чёрный король · b7 чёрный слон · f7 чёрный ферзь · g7 чёрная пешка · h7 чёрная пешка · a6 чёрная пешка · h6 чёрная ладья · b5 чёрная пешка · c5 чёрный слон · e5 белый слон · f5 чёрная пешка · f4 белая пешка · h4 белая пешка · a3 белая пешка · d3 белый слон · h3 белый ферзь · b2 белая пешка · c2 белая пешка · c1 белый король · d1 белая ладья · e1 белая ладья | f8 чёрная ладья · g8 чёрный король · b7 чёрный слон · f7 чёрный ферзь · g7 чёрная пешка · h7 чёрная пешка · a6 чёрная пешка · h6 чёрная ладья · b5 чёрная пешка · c5 чёрный слон · e5 белый слон · f5 чёрная пешка · f4 белая пешка · h4 белая пешка · a3 белая пешка · d3 белый слон · h3 белый ферзь · b2 белая пешка · c2 белая пешка · c1 белый король · d1 белая ладья · e1 белая ладья | f8 чёрная ладья · g8 чёрный король · b7 чёрный слон · f7 чёрный ферзь · g7 чёрная пешка · h7 чёрная пешка · a6 чёрная пешка · h6 чёрная ладья · b5 чёрная пешка · c5 чёрный слон · e5 белый слон · f5 чёрная пешка · f4 белая пешка · h4 белая пешка · a3 белая пешка · d3 белый слон · h3 белый ферзь · b2 белая пешка · c2 белая пешка · c1 белый король · d1 белая ладья · e1 белая ладья | f8 чёрная ладья · g8 чёрный король · b7 чёрный слон · f7 чёрный ферзь · g7 чёрная пешка · h7 чёрная пешка · a6 чёрная пешка · h6 чёрная ладья · b5 чёрная пешка · c5 чёрный слон · e5 белый слон · f5 чёрная пешка · f4 белая пешка · h4 белая пешка · a3 белая пешка · d3 белый слон · h3 белый ферзь · b2 белая пешка · c2 белая пешка · c1 белый король · d1 белая ладья · e1 белая ладья | f8 чёрная ладья · g8 чёрный король · b7 чёрный слон · f7 чёрный ферзь · g7 чёрная пешка · h7 чёрная пешка · a6 чёрная пешка · h6 чёрная ладья · b5 чёрная пешка · c5 чёрный слон · e5 белый слон · f5 чёрная пешка · f4 белая пешка · h4 белая пешка · a3 белая пешка · d3 белый слон · h3 белый ферзь · b2 белая пешка · c2 белая пешка · c1 белый король · d1 белая ладья · e1 белая ладья | f8 чёрная ладья · g8 чёрный король · b7 чёрный слон · f7 чёрный ферзь · g7 чёрная пешка · h7 чёрная пешка · a6 чёрная пешка · h6 чёрная ладья · b5 чёрная пешка · c5 чёрный слон · e5 белый слон · f5 чёрная пешка · f4 белая пешка · h4 белая пешка · a3 белая пешка · d3 белый слон · h3 белый ферзь · b2 белая пешка · c2 белая пешка · c1 белый король · d1 белая ладья · e1 белая ладья | f8 чёрная ладья · g8 чёрный король · b7 чёрный слон · f7 чёрный ферзь · g7 чёрная пешка · h7 чёрная пешка · a6 чёрная пешка · h6 чёрная ладья · b5 чёрная пешка · c5 чёрный слон · e5 белый слон · f5 чёрная пешка · f4 белая пешка · h4 белая пешка · a3 белая пешка · d3 белый слон · h3 белый ферзь · b2 белая пешка · c2 белая пешка · c1 белый король · d1 белая ладья · e1 белая ладья | f8 чёрная ладья · g8 чёрный король · b7 чёрный слон · f7 чёрный ферзь · g7 чёрная пешка · h7 чёрная пешка · a6 чёрная пешка · h6 чёрная ладья · b5 чёрная пешка · c5 чёрный слон · e5 белый слон · f5 чёрная пешка · f4 белая пешка · h4 белая пешка · a3 белая пешка · d3 белый слон · h3 белый ферзь · b2 белая пешка · c2 белая пешка · c1 белый король · d1 белая ладья · e1 белая ладья | 2 |
| 1 | f8 чёрная ладья · g8 чёрный король · b7 чёрный слон · f7 чёрный ферзь · g7 чёрная пешка · h7 чёрная пешка · a6 чёрная пешка · h6 чёрная ладья · b5 чёрная пешка · c5 чёрный слон · e5 белый слон · f5 чёрная пешка · f4 белая пешка · h4 белая пешка · a3 белая пешка · d3 белый слон · h3 белый ферзь · b2 белая пешка · c2 белая пешка · c1 белый король · d1 белая ладья · e1 белая ладья | f8 чёрная ладья · g8 чёрный король · b7 чёрный слон · f7 чёрный ферзь · g7 чёрная пешка · h7 чёрная пешка · a6 чёрная пешка · h6 чёрная ладья · b5 чёрная пешка · c5 чёрный слон · e5 белый слон · f5 чёрная пешка · f4 белая пешка · h4 белая пешка · a3 белая пешка · d3 белый слон · h3 белый ферзь · b2 белая пешка · c2 белая пешка · c1 белый король · d1 белая ладья · e1 белая ладья | f8 чёрная ладья · g8 чёрный король · b7 чёрный слон · f7 чёрный ферзь · g7 чёрная пешка · h7 чёрная пешка · a6 чёрная пешка · h6 чёрная ладья · b5 чёрная пешка · c5 чёрный слон · e5 белый слон · f5 чёрная пешка · f4 белая пешка · h4 белая пешка · a3 белая пешка · d3 белый слон · h3 белый ферзь · b2 белая пешка · c2 белая пешка · c1 белый король · d1 белая ладья · e1 белая ладья | f8 чёрная ладья · g8 чёрный король · b7 чёрный слон · f7 чёрный ферзь · g7 чёрная пешка · h7 чёрная пешка · a6 чёрная пешка · h6 чёрная ладья · b5 чёрная пешка · c5 чёрный слон · e5 белый слон · f5 чёрная пешка · f4 белая пешка · h4 белая пешка · a3 белая пешка · d3 белый слон · h3 белый ферзь · b2 белая пешка · c2 белая пешка · c1 белый король · d1 белая ладья · e1 белая ладья | f8 чёрная ладья · g8 чёрный король · b7 чёрный слон · f7 чёрный ферзь · g7 чёрная пешка · h7 чёрная пешка · a6 чёрная пешка · h6 чёрная ладья · b5 чёрная пешка · c5 чёрный слон · e5 белый слон · f5 чёрная пешка · f4 белая пешка · h4 белая пешка · a3 белая пешка · d3 белый слон · h3 белый ферзь · b2 белая пешка · c2 белая пешка · c1 белый король · d1 белая ладья · e1 белая ладья | f8 чёрная ладья · g8 чёрный король · b7 чёрный слон · f7 чёрный ферзь · g7 чёрная пешка · h7 чёрная пешка · a6 чёрная пешка · h6 чёрная ладья · b5 чёрная пешка · c5 чёрный слон · e5 белый слон · f5 чёрная пешка · f4 белая пешка · h4 белая пешка · a3 белая пешка · d3 белый слон · h3 белый ферзь · b2 белая пешка · c2 белая пешка · c1 белый король · d1 белая ладья · e1 белая ладья | f8 чёрная ладья · g8 чёрный король · b7 чёрный слон · f7 чёрный ферзь · g7 чёрная пешка · h7 чёрная пешка · a6 чёрная пешка · h6 чёрная ладья · b5 чёрная пешка · c5 чёрный слон · e5 белый слон · f5 чёрная пешка · f4 белая пешка · h4 белая пешка · a3 белая пешка · d3 белый слон · h3 белый ферзь · b2 белая пешка · c2 белая пешка · c1 белый король · d1 белая ладья · e1 белая ладья | f8 чёрная ладья · g8 чёрный король · b7 чёрный слон · f7 чёрный ферзь · g7 чёрная пешка · h7 чёрная пешка · a6 чёрная пешка · h6 чёрная ладья · b5 чёрная пешка · c5 чёрный слон · e5 белый слон · f5 чёрная пешка · f4 белая пешка · h4 белая пешка · a3 белая пешка · d3 белый слон · h3 белый ферзь · b2 белая пешка · c2 белая пешка · c1 белый король · d1 белая ладья · e1 белая ладья | 1 |
|   | a | b | c | d | e | f | g | h |   |

1.e4 c5 2. Кf3 Кc6 3. Кc3 e6 4.d4 cxd4 5. Кxd4 Фc7 6.f4 a6 7. Кxc6 Фxc6 8. Сd3 b5 9. Фe2 Сb7 10. Bd2 Bc5 11.a3 Ne7 12.0‑0‑0 0‑0 13.h4 f5 14.g4 («Раньше было сыграно 14.h5, но текст имеет оттенок наплевательского панта в последнем туре».) 14…d5 15.gxf5 exf5 16.exd5 Кxd5 17. Кxd5 Фxd5 18. Лe1 Фf7 («18. . . Qa2 пришло мне в голову, угрожая матом в одном, но уже после 19. Bc3 ферзь выглядел бы глупо.») 19. Сc3 Лfe8 20. Сe5 Лe6 21. Фf1 («21. КБ1!? с последующим с4 выглядит хорошим планом для белых.») 21. . . Лf8 22. Фh3 Лh6? («Материал ровный, и фигуры чёрных, очевидно, хорошо защищены, но белые теперь откупорили ошеломляющую вещь.») 23. Сxf5! ! Фxf5 24. Лd7! Rg6 («Жертва ферзя, но его взятие наказывается немедленно: 24. . . Фxh3 25. Лxg7+ Крh8 26. Лg6+! и мат следующим ходом.») 25. Фb3+ Крh8 («25. . . Rf7 встречается таким же образом.») 26. Rxb7 («Белые отбивают пожертвованного слона с чистым выигрышем в одну пешку плюс ладью на седьмой.») 26. . . Bf2 («Ошибка, как сразу показывают белые. Чёрным пришлось что-то делать с слоном-монстром на e5 ходом 26. . . Сd6? хотя после 27-о у него всё ещё серьёзные проблемы. Qd3 Qxd3 28.cxd3 с лишней пешкой, возможностью совместных проходных при размене слонов и h5 в воздухе.») 27.h5! ! («Точно рассчитано.») 27. . . Лg3 («27. . . Сxe1 28.hxg6 Лg8 29. Сxg7+! Лxg7 30. Rb8+ и маты.») 28. Фd5! h6 («Смысл жертвы в том, что после 28. . . Bxe1, у белых 29.h6! с победной тройной атакой на пешку g7.») 29. Лe2 Лg1+ 30. Крd2 Сh4 31. Qd4 («Угроза и Bxg7+, и свободной ладье на g1, поэтому у чёрных нет времени консолидироваться ходом 31. . . Сf6.») 31. . . Лc8 32. Сxg7+ Крg8 33. Фxg1! («Настала очередь белых принять предложенный материал. Ей приходится тщательно рассчитывать, чтобы гарантировать, что её король сможет уйти в безопасное место после предстоящего ответного удара черных по с2.») 33. . . Лxc2+ 34. Крe3 Фh3+ («34. . . Лxe2+ 35. Крxe2 Фe4+ 36. Крd2 Фxb7 37. Bf6+ обнаруживает шах королю и выигрывает слона на f4, после чего победа в партии должна быть относительно простой.») 35. Kd4 Bf2+ («Если 35. . . Лc4+ 36. Крe5 и, несмотря на открытую позицию в центре доски, белый король застрахован от шахов.») 36. Лxf2 Лc4+ 37. Kd5 1-0 («Теперь чёрный ферзь может дать шах на d3 или f5, но в любом случае белые могут вмешаться своим слоном, обнаружив атаку на чёрного короля с фатальными последствиями».)

## Участие в соревнованиях

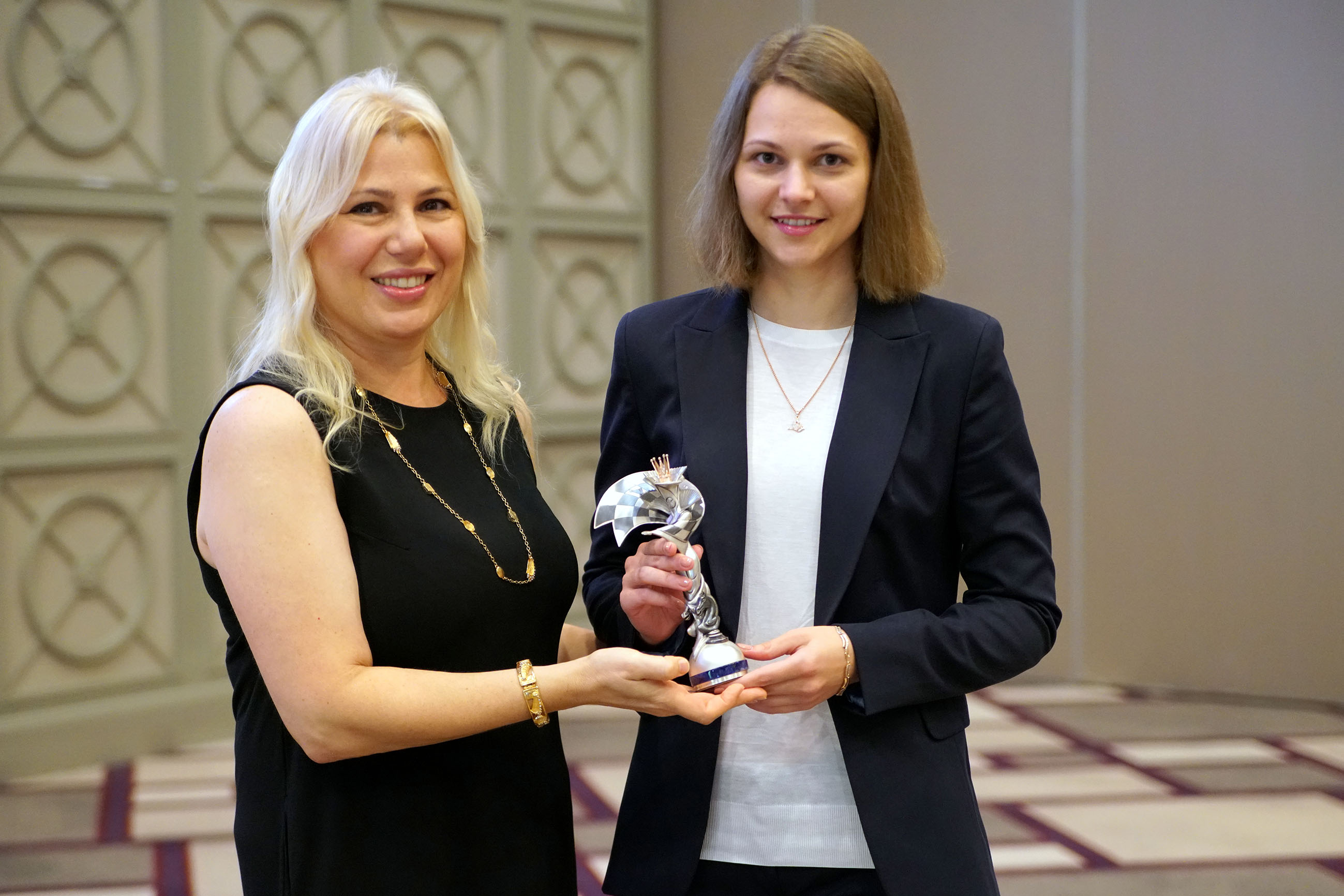
Вручение Анне Музычук женского шахматного Оскара «Каисса» председателем Комиссии по женским шахматам Сьюзен Полгар, 2018 год

- Чемпионка Европы 1996 (девочки до 8 лет), 1998 (девочки до 10 лет), 2000 (девочки до 10 лет), 2002 (девочки до 12 лет), 2003 (девушки до 14-и лет) и 2004 (девушки до 14 лет).
- 2-е место на чемпионате Европы в 1997 (девочки до 10 лет), 1999 (девочки до 10 лет) и 2001 (девочки до 12 лет).
- Чемпионка Украины в 2000 (девочки до 10 лет) и 2002 (девочки до 12 лет).
- 3-е место на юношеском чемпионате мира 2000 (девочки до 10 лет).
- 2-е место на юношеском чемпионате мира 2002 (девочки до 12 лет).
- Победитель чемпионата Украины среди женщин в 2003.
- Чемпионка Украины 2004 (девушки до 20-и лет).
- 2-е место на юношеском чемпионате мира 2004 (девушки до 14 лет).
- Чемпионка мира в 2005 (девушки до 16-и лет).
- 7-е место на чемпионате Европы по шахматам среди женщин 2006.
- 2-е место на международном женском чемпионате Венгрии 2006.
- 46-е место на чемпионате Европы по шахматам среди женщин 2007.
- 2-е место на чемпионате Европы по быстрым шахматам среди женщин 2007.
- 1-е место на чемпионате Европы по блицу среди женщин 2007.
- 1-е место на Moscow Open (женский турнир) в 2008.
- 1-е место на Scandinavian Ladies Open 2008.
- 3-е место на Scandinavian Rapid Open 2008.
- 10-е место на чемпионате Европы по шахматам среди женщин 2008.
- Второй раунд на чемпионате мира по шахматам среди женщин 2008.
- 17-е место на чемпионате Европы по шахматам среди женщин 2009.
- 10-е место на Корус-турнире в Вейк-ан-Зее 2010.
- 1-е место на Кубке Майи Чибурданидзе 2010.
- 9-е место на чемпионате Европы по шахматам среди женщин 2010.
- Чемпионка мира 2010 (девушки до 20и лет).[134]
- Третий раунд на чемпионате мира по шахматам среди женщин 2010.
- 10-е место на чемпионате Европы по шахматам среди женщин 2011.
- 3-е место на Гран-при ФИДЕ среди женщин (Ростов 2011).
- 2-е место на Гран-при ФИДЕ среди женщин (Шэньчжэнь 2011).
- 4-е место на кубке Европы среди женских клубов 2011 (в составе команды Cercle d’Echecs de Monte-Carlo, личный результат 4.5/6).
- 3-е место на женской суперлиге Румынии 2011 (в составе команды C.S.M BUCURESTI, личный результат 7/8).
- 10-е место на чемпионате Европы среди женских команд 2011 (в составе команды Словении, личный результат 8.5/9).
- 5-е место на SportAccord Mind Games (быстрые шахматы) 2011.
- 4-е место на SportAccord Mind Games (блиц) 2011.
- 10-е место на SportAccord Mind Games (игра вслепую) 2011.
- 31-е место на Tradewise Gibraltar Masters 2012.
- 4-е место на ACP Women Cup (быстрые шахматы) 2012.
- 3-е место на чемпионате Европы по шахматам среди женщин 2012.
- 5-е место на чемпионате мира по быстрым шахматам среди женщин 2012.
- 3-е место на чемпионате мира по блицу среди женщин 2012.
- 2-е место на Гран-при ФИДЕ среди женщин (Казань 2012).
- 5-е место на ACP Golden Classic 2012.
- 41-е место на Всемирной шахматной олимпиаде 2012 (в составе команды Словении, личный результат 5.5/10).
- 2-е место на Гран-при ФИДЕ среди женщин (Анкара 2012).
- 3-е место в общем зачёте Гран-при ФИДЕ среди женщин 2011—2012.
- 1-е место на кубке Европы среди женских клубов 2012 (в составе команды Cercle d’Echecs de Monte-Carlo, личный результат 4.5/6).
- Второй раунд на чемпионате мира по шахматам среди женщин 2012.
- 4-е место на SportAccord Mind Games (быстрые шахматы) 2012.
- 2-е место на SportAccord Mind Games (блиц) 2012.
- 6-е место на SportAccord Mind Games (игра вслепую) 2012.
- 21-е место на Tradewise Gibraltar Masters 2013.
- 2-е место на Гран-при ФИДЕ среди женщин (Женева 2013).
- 2-е место на Гран-при ФИДЕ среди женщин (Дилижан 2013).
- 1-е место на кубке Европы среди женских клубов 2013 (в составе команды Cercle d’Echecs de Monte-Carlo, личный результат 5/6).
- 16-е место на SportAccord Mind Games (быстрые шахматы) 2013.
- 3-е место на SportAccord Mind Games (блиц) 2013.
- 5-е место на Tata Steel (Group B) Tournament 2014.
- 99-е место на Tradewise Gibraltar Masters 2014.
- Чемпионка Украины 2014.
- Обладатель и победитель почетной премии ФИДЕ Caissa award 2016, как лучшей шахматистки года.
- Орден княгини Ольги III степени (2017)[135].
- 1-е место на ACP European Women’s Rapid Championship (Монте-Карло 2017)[136].
- 2-е место на чемпионате мира по блицу (Москва, 2019)[137]

## Изменения рейтинга
| График не отображается по техническим причинам. Чтобы исправить это, воспроизведите график в новом формате, если это возможно. |